# 方一敬
方一敬（？—？），字澹思，南直隸徽州府歙縣人，明朝政治人物。

## 生平
萬曆十三年（1585年）乙酉科順天鄉試舉人。三十九年（1611年）任青浦縣儒學教諭。官至泰寧縣知縣。